# 公民身份法修正案示威
公民身份法修正案示威是针对已经生效的《2019年公民身份法（修正案）》和即将实施的印度公民登记表的一系列抗议活动。抗议于2019年12月4日始于印度阿萨姆、德里、梅加拉亚曼尼普尔和特里普拉，而后蔓延至印度其他地区。示威者的不满包括對穆斯林的宗教歧视、对非法移民的安置和警方在大学中对示威者的暴力手段。
阿萨姆邦的居民反对《修正案》，因为他们担心非当地居民（如孟加拉人）入籍后会破坏当地族群的平衡，继而引发宗派冲突。阿萨姆邦曾和联邦政府达成协议，只接受1971年前的非法移民，然而《修正案》却要求阿萨姆邦連帶收留2014年前入境的非法移民。其他东北部的居民也有类似的担忧。
亦有一些律师批评该法案违宪。一些组织向印度最高法院提出申请，要求其宣布该法案不合法。
抗议活动始于2019年12月4日议会通过法案后的阿萨姆。后来，印度东北部所有地区爆发抗议活动，随后印度所有主要城市也都爆发了抗议活动。12月15日，警察强行进入正在举行抗议活动的印度国立伊斯兰大学，用警棍和催泪瓦斯袭击学生。有二百多名学生受伤，大约100名学生被拘留。警方的暴行受到广泛批评，并导致全国各地的抗议作为回应。
抗议活动导致一千多人被捕，25人死亡，其中包括3名未成年人。与此同时，在新德里、西孟加拉邦、阿里格爾和整个阿萨姆邦，都出现了通讯障碍。阿里格爾斷網已將近一週，12月19日，印度政府延長禁令並且下令斷網範圍擴大，直到風波平息。。

## 背景
今次《修正案》是针对《1955年印度公民身份法》提出的一项修正案，旨在为来自巴基斯坦、孟加拉国和阿富汗的“宗教少数群体”提供印度公民权（主要為2014年之前進入印度），而这些“宗教少数群体”包括印度教徒、锡克教徒、佛教徒、耆那教徒、祆教徒和基督徒。这是印度法律第一次将宗教作为公民身份的标准。

## 影響

### 旅遊
英国、美国、法国、以色列和加拿大对访问印度东北部地区的人发出了旅游警告。

### 參訪
日本首相安倍晋三原定于2019年12月15日起对印度的访问已宣布推迟，原定于16日在印度东北部城市古瓦哈提举行的两国元首会谈也随之取消。原定计划访问印度的孟加拉国内政部长和外交部长均取消了行程，据報導可能因安全和对新法之不满。

## 反應

### 國內
穆伊塔巴·海珊（Mujtaba Hussain）交回了他的蓮花士勳章，並聲稱印度民主已淪為“笑話”。

### 國際
- 联合国人权事务高级专员办事处批评该法，称其“根本具有歧视性质”。报告补充说，“尽管印度仍然实行更宽泛的入籍法，但这些修正案将对人们获得国籍产生歧视性影响”。[48]
- 聯合國：聯合國秘書長，安東尼奧·古特雷斯譴責“暴力和指控安全部隊過度使用武力”，並敦促印度政府尊重言論和意見以及自由和平集會自由。
- 美国
  - 国际宗教自由委员会[49]呼吁对阿米特·沙阿和通过该法案的“其他主要领导人”进行制裁[50]。印度外交部对此发表了一份声明，指出美国国际宗教自由委员会的声明“既不准确，也没有正当理由”，该委员会和核管制委员会都没有试图剥夺印度公民的公民身份[51][52][53]。
  - 众议院外交事务委员会对该法案的意图提出质疑，并指出“对公民身份的任何宗教检验（英语：No religious test clause）都会破坏这一最基本的民主原则”[54]。国务卿迈克·蓬佩奥则又在12月19日表示[55]：“我们尊重印度的民主，因为他们在印度国内就这个问题进行了激烈的辩论。”
- 俄羅斯驻印度副大使罗曼·巴库斯金指出，俄罗斯认为这项立法是印度的内部事务[56]。

- 巴基斯坦总理伊姆兰·汗批评该法“违反了国际人权法和与巴基斯坦的双边协定的所有准则”[57]。
- 外交部长莫门在12月11日表示，法案可能会削弱印度作为一个世俗国家的历史特征，并否认少数民族在他的国家面临宗教迫害[58]。16日，莫门要求印度政府出具非法居住在印度的孟加拉国公民的名单，以便其重返孟加拉国[45]。
- 马来西亚首相马哈迪·莫哈末批评这项法律，说它可能会“剥夺一些穆斯林的公民权”。印度则驳斥道，这项法律并没有“剥夺任何印度人的信仰或者公民权”[59]。

## 對該案的抗告
1月14日，喀拉拉邦政府根據憲法第131條，向最高法院提出質疑，要求公民身份法修正案對最高法院提出決定各州與印度政府之間爭端的權力。喀拉拉邦政府在其請願書中稱該行為“違反印度的世俗憲法”，並指責印度政府將該國劃分為宗教團體。
3月3日，聯合國人權事務高級專員辦事處（人權高專辦）在最高法院提出申請，並要求成為該案的當事方，理由是“根據……將人排除在外”。宗教”。人權高專辦專員米歇爾·巴切萊特說，該法令造成的“區別”不是“足夠客觀和合理的”。但是，外交部對這一舉動作出了反應，並表示，該案件是印度的“內部事務”，“沒有任何外國政黨在與印度主權有關的問題上有任何立場”。

## 另見
- 阿薩姆邦運動
- 阿薩姆協議，阿薩姆的相關協議

- 國家公民登記冊
- 印度民族起义
- 2020－2021年印度農民抗議，示威結束後的下一個顯著示威
- 印度宗教暴力